# Интерференция (физика)
Във физиката интерференцията е явление, при което две или повече вълни се наслагват, за да образуват резултантна вълна с по-голяма или по-малка амплитуда. Интерференция обикновено се отнася до взаимодействието на вълни, които са взаимно свързани или кохерентни помежду си или защото идват от един и същ източник, или защото имат еднаква или близка честота. Интерференция се наблюдава при всички видове вълни, например светлинни, радио, звукови, морски или вълни на дьо Бройл.
При интерференцията се образува така наречената интерферечна картина. Тя е устойчива във времето, при определени условия (само ако вълните се създават от източник/ници, който/които не спира/т да трепти/трептят по един и същ начин) и представлява редуване на интерференчни максимуми и интерференчни минимуми.

## Механизъм
Принципът на суперпозицията твърди, че когато две или повече разпространяващи се вълни от един и същи тип се намират в една и същата точка, общото изместване в тази точка е равно на сумата от изместванията на отделните вълни. Ако един гребен от една вълна се срещне с друг гребен от друга вълна с една и съща честота и в една и съща точка, то степента на изместване е равна на сумата на отделните величини на вълните – това се нарича конструктивна (усилваща) интерференция. Ако един гребен се срещне с един дол от друга вълна, тогава величината на изместване ще е равна на разликата на индивидуалните величини – това е деструктивна (намаляваща) интерференция или гасене.
| Резултантна вълна |                        |                        |
| Вълна 1           |                        |                        |
| Вълна 2           |                        |                        |
|                   | Усилваща интерференция | Намаляща интерференция |

Усилващата интерференция се наблюдава, когато фазовата разлика между вълните е кратна на 2π, а намаляваща – когато разликата между вълните е нечетно кратно на π, 3π, 5π... и т.н. Ако разликата между фазите е междинна на тези две крайности, то тогава величината на изместване на сумираните вълни е между максималната и минималната стойност.
Какво се случва, когато два еднакви камъка се пуснат в леген с вода на различни места. Всеки камък генерира кръгова вълна, която се разпространява навън от точката, където е пуснат камъкът. Когато двете вълни се припокрият, нетното изместване в определена точка е сумата от изместванията на отделните вълни. В някои случаи те ще са във фаза и ще произведат максимално изместване, в други вълните ще са в анти-фаза и няма да има никакви нетни измествания в тези точки. Следователно части от повърхността ще са стационарни.

### Между две плоски вълни
По-проста форма на интерференция се наблюдава, когато две плоски вълни с еднаква честота се пресичат под ъгъл. Интерференцията по същество е процес на преразпределение на енергията. Енергията, която се губи при намаляваща интерференция се възвръща в усилващата се интерференция. Една вълна се движи хоризонтално, а друга – вертикално под ъгъл θ спрямо първата вълна. Приемаме, че двете вълни са във фаза на точка B, а след това се променят по абсцисната ос x. Тогава фазовата разлика в точка А е дадена от:
{\displaystyle \Delta \varphi ={\frac {2\pi d}{\lambda }}={\frac {2\pi x\sin \theta }{\lambda }}}
Вижда се, че двете вълни са във фаза, когато
{\displaystyle {\frac {x\sin \theta }{\lambda }}=0,\pm 1,\pm 2,...},
и са на половин период извън фазата, когато
{\displaystyle {\frac {x\sin \theta }{\lambda }}=\pm {\frac {1}{2}},\pm {\frac {3}{2}},...}
Усилващата интерференция се получава, когато вълните са във фаза, а намаляващата интерференция, когато са на половин период извън фазата. Следователно:
{\displaystyle d_{f}={\frac {\lambda }{\sin \theta }}}

## Оптическа интерференция
Оптическата интерференция е вълново явление на взаимно усилване или отслабване (до пълното им погасяване) на две светлинни вълни с еднаква честота (дължина на вълната) и е едно от проявленията на вълновата природа на светлината. Интерференция възниква, когато два кохерентни източника на светлина, т.е. изпускащи напълно хомогенни светлинни лъчи с постоянна фазова разлика са разположени близо един до друг. Такива източници могат да бъдат например две огледални изображения на един и същ светлинен източник. Ако източниците са два, разликата в оптичния ход на двете вълни в точката на наслагване трябва да бъде по-малка от дължината на кохерентност на всеки от двата източника, иначе техните лъчи няма да интерферират.

## Приложение
- Оптични покрития

Върху оптическия елемент се нанася тънък слой с по-малък показател на пречупване. Дебелината му е такава, че да е изпълнено условието за интерференчен минимум. В този случай се говори за просветлена оптика. 
- Оценка на качеството на дадена повърхност.
- Определяне на наличието на неравности по повърхност (Нютонови пръстени).
- Направа на защитни покрития на очила, отразяващи ултравиолетовите лъчи.
- Експериментални методи за намиране на дължината на светлинна вълна с голяма точност.
- В холографията